# Unione Sportiva Lecce 2008-2009
Questa pagina raccoglie i dati riguardanti l'Unione Sportiva Lecce nelle competizioni ufficiali della stagione 2008-2009.

## Stagione
Dopo il ritorno in massima serie, la formazione salentina sostituì Papadopulo con Beretta. L'esordio del nuovo tecnico avvenne in Coppa Italia, con l'immediata eliminazione per mano della Salernitana. In campionato i giallorossi ebbero invece una partenza sufficiente, poiché a fronte delle sconfitte esterne con Torino e Inter ottennero successi casalinghi contro Chievo e Cagliari. Alla sosta di ottobre i pugliesi giunsero invece dopo un pari con la Lazio, agguantato dai romani solamente nel finale di partita. Alcuni passi a vuoto nelle giornate seguenti complicarono la classifica, sebbene nel mese di gennaio il Lecce riuscì ad espugnare (dopo quasi un anno d'imbattibilità) il campo della Fiorentina: la circostanza corrispose alla prima affermazione in trasferta del campionato per i pugliesi. Il girone di andata fu chiuso al quartultimo posto, con 2 punti di vantaggio sul Torino, che rimasero tali dopo lo scontro diretto. In seguito al pareggio di Verona ed alla vittoria sul Siena, la compagine poté vantare 4 lunghezze di margine sui granata; successivamente il Lecce cadde però in crisi di risultati, tanto da venire sorpassato dagli stessi piemontesi sul finire di febbraio.
L'aggravarsi della situazione comportò, poche settimane dopo, l'esonero di Beretta: al suo posto venne chiamato De Canio, sconfitto dal Palermo nella gara d'esordio. Malgrado l'assenza di progressi, la salvezza rimase un obiettivo tangibile anche in primavera a causa dell'esiguo margine mantenuto dal Bologna quartultimo. Grazie ai pareggi colti in casa della Juventus (con la rete del 2-2 segnata in pieno recupero) e tra le mura amiche contro il Napoli, il Lecce si presentò alla sfida con i felsinei (in calendario alla terzultima giornata) con un solo punto di ritardo. Il 17 maggio 2009, al Dall'Ara, il Lecce si portò in vantaggio, ma subì la rimonta dei padroni di casa, che siglarono il gol del 2-1 oltre il 90', spedendo i salentini, che per bocca del presidente e dell'allenatore accusarono apertamente l'arbitro di aver "orientato" l'incontro, all'ultimo posto della classifica, senza tuttavia infliggere loro la matematica condanna. Il verdetto giunse una settimana più tardi, quando il pari contro la Fiorentina (capace di trovare l'1-1 ad un minuto dalla fine) rese incolmabile il distacco dalla quartultima piazza. Risultata al pari del Napoli la peggior squadra del girone di ritorno — con soli 13 punti raggranellati in 19 giornate —, la compagine leccese salutò la Serie A perdendo con il Genoa e ritrovandosi inchiodata all'ultimo posto in graduatoria.

## Divise e sponsor
Lo sponsor tecnico per la stagione 2008-2009 è Asics, mentre lo sponsor ufficiale è Salento d'Amare (Provincia di Lecce) e Lachifarma.
| 1º Maglia | 2º Maglia | 3º Maglia |

## Società
Area direttiva
- Presidente: Giovanni Semeraro
- Vice Presidente: Mario Moroni
- Amministratore delegato: Claudio Fenucci
- Amministratori: Alessandro Tondi, Mina Tornese

Area organizzativa
- Segretario generale: Adolfo Starace
- Segreteria tecnico sportiva: Giuseppe Mercadante
- Team manager: Mario Zanotti

Area comunicazione
- Addetto stampa: Andrea Ferrante

Area marketing
- Direttore commerciale e marketing: Andrea Micati

Area tecnica
- Direttore sportivo: Guido Angelozzi
- Allenatore: Mario Beretta, poi Luigi De Canio[1]
- Allenatore in seconda: Carlo Garavaglia, poi Paolo Pavese[1]
- Preparatori atletici: Paolo Lazzarin e Massimiliano Canzi, poi Mirko Spedicato e Giovanni De Luca[1]
- Preparatore dei portieri: Franco Paleari

Area sanitaria
- Responsabile sanitario: dott. Giuseppe Palaia
- Medici sociali: dott. Carlo Pranzo Zaccaria
- Fisioterapista: Paolo Barbero
- Massaggiatori: Alessandro Donato, Graziano Fiorita, Luca Laudisa

## Rosa
Rosa e ruoli aggiornati al 5 marzo 2009.
| N. |                      | Ruolo | Calciatore                  |
| -- | -------------------- | ----- | --------------------------- |
| 1  | Italia (bandiera)    | P     | Antonio Rosati              |
| 2  | Italia (bandiera)    | D     | Guglielmo Stendardo         |
| 3  | Italia (bandiera)    | D     | Tiziano Polenghi            |
| 4  | Italia (bandiera)    | D     | Marcello Cottafava          |
| 4  | Brasile (bandiera)   | C     | Edinho                      |
| 5  | Mali (bandiera)      | D     | Souleymane Diamoutene       |
| 6  | Brasile (bandiera)   | D     | Angelo                      |
| 7  | Italia (bandiera)    | C     | Andrea Zanchetta (capitano) |
| 8  | Italia (bandiera)    | C     | Gianni Munari               |
| 9  | Italia (bandiera)    | A     | Daniele Cacia               |
| 10 | Italia (bandiera)    | C     | Fabio Caserta               |
| 11 | Argentina (bandiera) | A     | José Ignacio Castillo       |
| 13 | Venezuela (bandiera) | A     | Frank Feltscher             |
| 14 | Brasile (bandiera)   | D     | Fabiano                     |
| 15 | Francia (bandiera)   | D     | Hemza Mihoubi               |
| 16 | Italia (bandiera)    | D     | Andrea Esposito             |
| 18 | Uruguay (bandiera)   | C     | Guillermo Giacomazzi        |

| N. |                           | Ruolo | Calciatore             |
| -- | ------------------------- | ----- | ---------------------- |
| 19 | Italia (bandiera)         | C     | Luca Ariatti           |
| 20 | Italia (bandiera)         | C     | Giuseppe Vives         |
| 21 | Italia (bandiera)         | C     | Andrea Ardito          |
| 22 | Italia (bandiera)         | P     | Davide Petrachi        |
| 23 | Italia (bandiera)         | D     | Raffaele Schiavi       |
| 24 | Paraguay (bandiera)       | C     | Daniel Eduardo Raschle |
| 25 | Costa d'Avorio (bandiera) | A     | Cédric Konan           |
| 29 | Brasile (bandiera)        | A     | Léo                    |
| 30 | Portogallo (bandiera)     | D     | Vitorino Antunes       |
| 35 | Senegal (bandiera)        | A     | Papa Waigo             |
| 40 | Italia (bandiera)         | D     | Alberto Giuliatto      |
| 41 | Italia (bandiera)         | D     | Gianmarco Ingrosso     |
| 70 | Russia (bandiera)         | C     | Viktor Budjanskij      |
| 77 | Serbia (bandiera)         | D     | Dušan Basta            |
| 81 | Grecia (bandiera)         | A     | Dīmītrios Papadopoulos |
| 90 | Italia (bandiera)         | A     | Simone Tiribocchi      |
| 99 | Italia (bandiera)         | P     | Francesco Benussi      |

## Calciomercato

### Sessione estiva(dal 1/7 al 1/9)
| Acquisti | Acquisti                 | Acquisti       | Acquisti      |
| R.       | Nome                     | da             | Modalità      |
| -------- | ------------------------ | -------------- | ------------- |
| P        | Davide Petrachi          | Melfi          | fine prestito |
| D        | Vitorino Antunes         | Roma           | prestito      |
| D        | Alessandro Camisa        | Sambenedettese | fine prestito |
| D        | Alessio Carteni          | CuoioCappiano  | fine prestito |
| D        | Mattia Conte             | Lanciano       | fine prestito |
| D        | Fabio Antonio Romeo      | Giacomense     | fine prestito |
| D        | Guglielmo Stendardo      | Lazio          | prestito      |
| C        | Cristian Antonio Agnelli | Benevento      | fine prestito |
| C        | Dušan Basta              | Udinese        | prestito      |
| C        | Viktor Budjanskij        | Udinese        | prestito      |
| C        | Fabio Caserta            | Palermo        | definitivo    |
| C        | Frank Feltscher          | Grasshoppers   | definitivo    |
| C        | Gianluca Frontino        | Grasshoppers   | prestito      |
| C        | Francesco Giorgetti      | Lanciano       | fine prestito |
| C        | Davide Giorgino          | Sambenedettese | fine prestito |
| C        | Stefano Mandorino        | Scafatese      | fine prestito |
| C        | Blažej Vaščák            | Cesena         | fine prestito |
| C        | Carlo Vicedomini         | Lanciano       | fine prestito |
| A        | Daniele Cacia            | Piacenza       | comproprietà  |
| A        | Giuseppe Caccavallo      | Martina        | fine prestito |
| A        | José Ignacio Castillo    | Pisa           | definitivo    |
| A        | Léo                      | Internacional  | prestito      |
| A        | Italo Mattioli           | Legnano        | fine prestito |
| D        | Antonello Tabacco        | Pescara        | prestito      |
| A        | Antonio De Matteis       | Pescara        | prestito      |
| A        | Victor Irineu De Souza   | Pescara        | fine prestito |
| D        | Stefano Blaiotta         | Padova         | prestito      |

| Cessioni | Cessioni                 | Cessioni    | Cessioni          |
| R.       | Nome                     | a           | Modalità          |
| -------- | ------------------------ | ----------- | ----------------- |
| P        | Ugo Gabrieli             | Poggibonsi  | prestito          |
| D        | Alessandro Camisa        |             | svincolato        |
| D        | Alessio Carteni          | Grottaglie  | prestito          |
| D        | Mattia Conte             | Gubbio      | prestito          |
| D        | Marcello Cottafava       | Triestina   | definitivo        |
| D        | Fabio Franceschini       | Giacomense  | prestito          |
| D        | Fabio Antonio Romeo      | Varese      | prestito          |
| C        | Cristian Antonio Agnelli | Sorrento    | prestito          |
| C        | Drissa Diarra            | Bellinzona  | prestito          |
| C        | Francesco Giorgetti      | Mezzocorona | prestito          |
| C        | Davide Giorgino          | Taranto     | prestito          |
| C        | Anej Lovrečič            | Celje       | definitivo        |
| C        | Matteo Legittimo         | Pistoiese   | prestito          |
| C        | Stefano Mandorino        | Manfredonia | prestito          |
| C        | Jaime Valdés             | -           | svincolato        |
| C        | Carlo Vicedomini         | Crotone     | prestito          |
| A        | Elvis Abbruscato         | Torino      | risoluzione comp. |
| A        | Patrik Bordon            | Koper       | prestito          |
| A        | Giuseppe Caccavallo      | Sorrento    | prestito          |
| A        | Daniele Corvia           | Siena       | fine prestito     |
| A        | Italo Mattioli           | Foggia      | comproprietà      |
| A        | Vittorio Triarico Tateo  | Crotone     | prestito          |

### Operazioni tra le sessioni di mercato
| Acquisti | Acquisti               | Acquisti | Acquisti   |
| R.       | Nome                   | da       | Modalità   |
| -------- | ---------------------- | -------- | ---------- |
| A        | Dīmītrios Papadopoulos | -        | svincolato |

| Cessioni | Cessioni      | Cessioni | Cessioni |
| R.       | Nome          | a        | Modalità |
| -------- | ------------- | -------- | -------- |
| C        | Blažej Vaščák | Teplice  | prestito |

### Sessione invernale(dal 7/1 al 2/2)
| Acquisti | Acquisti                    | Acquisti      | Acquisti      |
| R.       | Nome                        | da            | Modalità      |
| -------- | --------------------------- | ------------- | ------------- |
| D        | Mattia Conte                | Gubbio        | fine prestito |
| C        | Edinho                      | Internacional | definitivo    |
| C        | Matteo Legittimo            | Pistoiese     | fine prestito |
| C        | Stefano Mandorino           | Manfredonia   | fine prestito |
| C        | Carlo Vicedomini            | Crotone       | fine prestito |
| A        | Giuseppe Caccavallo         | Sorrento      | fine prestito |
| C        | Jorge Miguel Ortega Salinas | Tacuary       | definitivo    |
| C        | Papa Waigo                  | Fiorentina    | prestito      |

| Cessioni | Cessioni              | Cessioni      | Cessioni      |
| R.       | Nome                  | a             | Modalità      |
| -------- | --------------------- | ------------- | ------------- |
| D        | Mattia Conte          | Venezia       | prestito      |
| D        | Souleymane Diamoutene | Roma          | prestito      |
| C        | Viktor Budjanskij     | Udinese       | fine prestito |
| C        | Matteo Legittimo      | Paganese      | prestito      |
| C        | Stefano Mandorino     | Celano        | prestito      |
| C        | Carlo Vicedomini      | Juve Stabia   | prestito      |
| A        | Giuseppe Caccavallo   | Celano        | prestito      |
| A        | Léo                   | Internacional | fine prestito |

### Operazioni successive alla sessione invernale
| Acquisti | Acquisti | Acquisti | Acquisti |
| R.       | Nome     | da       | Modalità |
| -------- | -------- | -------- | -------- |

| Cessioni | Cessioni        | Cessioni   | Cessioni |
| R.       | Nome            | a          | Modalità |
| -------- | --------------- | ---------- | -------- |
| C        | Frank Feltscher | Bellinzona | prestito |

## Risultati

### Serie A

#### Girone di andata
| Arbitro: | Gervasoni (Mantova) |

|                                           |           |  |
| Rosina 29’ (rig.) Zanetti 33’ Bianchi 75’ | Marcatori |  |

| Arbitro: | Mazzoleni (Bergamo) |

|                          |           |  |
| Caserta 47’ Castillo 83’ | Marcatori |  |

| Arbitro: | Romeo (Verona) |

|             |           |             |
| Caserta 56’ | Marcatori | 38’ Ficagna |

| Arbitro: | Bergonzi (Genova) |

|          |           |  |
| Cruz 79’ | Marcatori |  |

| Arbitro: | Pinzani (Empoli) |

|                             |           |  |
| Giacomazzi 34’ Castillo 61’ | Marcatori |  |

| Arbitro: | Pierpaoli (Firenze) |

|                |           |                |
| S. Inzaghi 89’ | Marcatori | 26’ Tiribocchi |

| Arbitro: | Gervasoni (Mantova) |

|                                   |           |                            |
| Tiribocchi 32’ Domizzi 52’ (aut.) | Marcatori | 58’ Sánchez 71’ D'Agostino |

| Arbitro: | C. Russo (Nola) |

|                                  |           |  |
| Corradi 60’ (rig.), 90+2’ (rig.) | Marcatori |  |

| Arbitro: | Tommasi (Bassano del Grappa) |

|           |           |            |
| Cacia 22’ | Marcatori | 87’ Cavani |

| Bergamo 2 novembre 2008, ore 15:00 UTC+1 10ª giornata | Atalanta       | 0 – 0 referto | Lecce | Stadio Atleti Azzurri d'Italia\| Arbitro: \| Marelli (Como) \| |
| Arbitro:                                              | Marelli (Como) |               |       |                                                                |

| Arbitro: | Bergonzi (Genova) |

|                   |           |                |
| A. Esposito 90+3’ | Marcatori | 79’ Ronaldinho |

| Arbitro: | Trefoloni (Siena) |

|                                                |           |                     |
| G. Delvecchio 11’ Cassano 14’ Stankevicius 60’ | Marcatori | 55’, 82’ Tiribocchi |

| Arbitro: | Gervasoni (Mantova) |

|  |           |                                |
|  | Marcatori | 11’ Vučinić 38’ Juan 49’ Totti |

| Arbitro: | Dondarini (Finale Emilia) |

|              |           |              |
| Paolucci 61’ | Marcatori | 69’ Castillo |

| Arbitro: | Pierpaoli (Firenze) |

|           |           |                         |
| Cacia 83’ | Marcatori | 57’ Giovinco 90’ Amauri |

| Arbitro: | Valeri (Roma) |

|                                          |           |  |
| Hamšík 11’ (rig.) Pazienza 42’ Denis 65’ | Marcatori |  |

| Lecce 21 dicembre 2008, ore 15:00 UTC+1 17ª giornata | Lecce                    | 0 – 0 referto | Bologna | Stadio Via del Mare\| Arbitro: \| Morganti (Ascoli Piceno) \| |
| Arbitro:                                             | Morganti (Ascoli Piceno) |               |         |                                                               |

| Arbitro: | Mazzoleni (Bergamo) |

|                 |           |                            |
| Felipe Melo 24’ | Marcatori | 6’ Giacomazzi 28’ Castillo |

| Arbitro: | Pinzani (Empoli) |

|  |           |                           |
|  | Marcatori | 68’ Janković 90+2’ Sculli |

#### Girone di ritorno
| Arbitro: | Trefoloni (Siena) |

|                                |           |                                      |
| Munari 12’, 45+1’ Castillo 73’ | Marcatori | 47’ Säumel 56’ Dellafiore 77’ Natali |

| Arbitro: | Bergonzi (Genova) |

|               |           |           |
| Mantovani 88’ | Marcatori | 56’ Vives |

| Arbitro: | Brighi (Cesena) |

|             |           |                             |
| Ghezzal 79’ | Marcatori | 15’ Tiribocchi 54’ Castillo |

| Arbitro: | Tagliavento (Terni) |

|  |           |                                        |
|  | Marcatori | 12’ Ibrahimović 71’ Figo 82’ Stanković |

| Arbitro: | N. Stefanini (Prato) |

|                      |           |  |
| Fini 49’ Matri 90+4’ | Marcatori |  |

| Arbitro: | Gervasoni (Mantova) |

|  |           |                        |
|  | Marcatori | 10’ Foggia 50’ Kolarov |

| Arbitro: | Velotto (Grosseto) |

|                               |           |  |
| D'Agostino 74’ Pasquale 90+4’ | Marcatori |  |

| Lecce 8 marzo 2009, ore 15:00 UTC+1 27ª giornata | Lecce             | 0 – 0 referto | Reggina | Stadio Via del Mare\| Arbitro: \| Gava (Conegliano) \| |
| Arbitro:                                         | Gava (Conegliano) |               |         |                                                        |

| Arbitro: | Dondarini (Finale Emilia) |

|                                                           |           |                     |
| Cavani 11’ (rig.), 59’ Simplício 18’ Miccoli 41’ Kjær 56’ | Marcatori | 17’, 34’ Tiribocchi |

| Arbitro: | Celi (Campobasso) |

|                          |           |                    |
| Caserta 9’, 90+1’ (rig.) | Marcatori | 30’, 48’ S. Padoin |

| Arbitro: | Farina (Novi Ligure) |

|                                   |           |  |
| Ronaldinho 90+1’ F. Inzaghi 90+3’ | Marcatori |  |

| Arbitro: | Dondarini (Finale Emilia) |

|                    |           |                                            |
| Caserta 58’ (rig.) | Marcatori | 11’ Pazzini 30’ (rig.), 88’ (rig.) Cassano |

| Arbitro: | Mazzoleni (Bergamo) |

|                                 |           |                             |
| Totti 3’, 69’ (rig.) Brighi 13’ | Marcatori | 30’ Munari 54’ Papadopoulos |

| Arbitro: | Gervasoni (Mantova) |

|                           |           |              |
| Munari 11’ Tiribocchi 25’ | Marcatori | 47’ Martínez |

| Arbitro: | Gava (Conegliano) |

|                |           |                          |
| Nedvěd 9’, 21’ | Marcatori | 11’ Konan 90+3’ Castillo |

| Arbitro: | Pierpaoli (Firenze) |

|                      |           |         |
| Zanchetta 43’ (rig.) | Marcatori | 33’ Piá |

| Arbitro: | Orsato (Schio) |

|                         |           |                |
| Di Vaio 37’ Volpi 90+4’ | Marcatori | 30’ Tiribocchi |

| Arbitro: | Gava (Conegliano) |

|                |           |               |
| Tiribocchi 50’ | Marcatori | 90’ Jørgensen |

| Arbitro: | Tozzi (Lido di Ostia) |

|                                           |           |                |
| Janković 22’ Criscito 52’ Milito 56’, 77’ | Marcatori | 32’ Tiribocchi |

### Coppa Italia

#### Turni eliminatori
| Arbitro: | Valeri (Roma) |

|  |           |               |
|  | Marcatori | 65’ Di Napoli |

## Statistiche
Statistiche aggiornate al 31 maggio 2009.

### Statistiche di squadra
| Competizione | Punti | In casa | In casa | In casa | In casa | In trasferta | In trasferta | In trasferta | In trasferta | Totale | Totale | Totale | Totale | Gf | Gs | D.R. |
| Competizione | Punti | G       | V       | N       | P       | G            | V            | N            | P            | G      | V      | N      | P      | Gf | Gs | D.R. |
| ------------ | ----- | ------- | ------- | ------- | ------- | ------------ | ------------ | ------------ | ------------ | ------ | ------ | ------ | ------ | -- | -- | ---- |
| Serie A      | 30    | 19      | 3       | 10      | 6       | 19           | 2            | 5            | 12           | 38     | 5      | 15     | 18     | 37 | 67 | −30  |
| Coppa Italia | -     | 1       | 0       | 0       | 1       | 0            | 0            | 0            | 0            | 1      | 0      | 0      | 1      | 0  | 1  | −1   |
| Totale       | -     | 20      | 3       | 10      | 7       | 19           | 2            | 5            | 12           | 39     | 5      | 15     | 19     | 37 | 68 | −31  |

### Andamento in campionato
| Giornata  | 1  | 2  | 3  | 4  | 5  | 6  | 7  | 8  | 9  | 10 | 11 | 12 | 13 | 14 | 15 | 16 | 17 | 18 | 19 | 20 | 21 | 22 | 23 | 24 | 25 | 26 | 27 | 28 | 29 | 30 | 31 | 32 | 33 | 34 | 35 | 36 | 37 | 38 |
| --------- | -- | -- | -- | -- | -- | -- | -- | -- | -- | -- | -- | -- | -- | -- | -- | -- | -- | -- | -- | -- | -- | -- | -- | -- | -- | -- | -- | -- | -- | -- | -- | -- | -- | -- | -- | -- | -- | -- |
| Luogo     | T  | C  | C  | T  | C  | T  | C  | T  | C  | T  | C  | T  | C  | T  | C  | T  | C  | T  | C  | C  | T  | T  | C  | T  | C  | T  | C  | T  | C  | T  | C  | T  | C  | T  | C  | T  | C  | T  |
| Risultato | P  | V  | N  | P  | V  | N  | N  | P  | N  | N  | N  | P  | P  | N  | P  | P  | N  | V  | P  | N  | N  | V  | P  | P  | P  | P  | N  | P  | N  | P  | P  | P  | V  | N  | N  | P  | N  | P  |
| Posizione | 20 | 14 | 14 | 15 | 11 | 13 | 11 | 13 | 12 | 13 | 12 | 16 | 17 | 16 | 16 | 17 | 18 | 16 | 17 | 17 | 17 | 16 | 17 | 17 | 18 | 19 | 19 | 19 | 19 | 19 | 19 | 19 | 19 | 19 | 19 | 20 | 19 | 20 |

Legenda:

Luogo: C = Casa; T = Trasferta. Risultato: V = Vittoria; N = Pareggio; P = Sconfitta.

### Statistiche dei giocatori
Sono in corsivo i calciatori che hanno lasciato la società a stagione in corso.
| Giocatore       | Serie A  | Serie A | Serie A     | Serie A    | Coppa Italia | Coppa Italia | Coppa Italia | Coppa Italia | Totale   | Totale | Totale      | Totale     |
| Giocatore       | Presenze | Reti    | Ammonizioni | Espulsioni | Presenze     | Reti         | Ammonizioni  | Espulsioni   | Presenze | Reti   | Ammonizioni | Espulsioni |
| --------------- | -------- | ------- | ----------- | ---------- | ------------ | ------------ | ------------ | ------------ | -------- | ------ | ----------- | ---------- |
| Ângelo          | 10       | -       | -           | -          | 1            | -            | -            | -            | 11       | -      | -           | -          |
| V. Antunes      | 10       | -       | 2           | -          | -            | -            | -            | -            | 10       | -      | 2           | -          |
| A. Ardito       | 14       | -       | 1           | -          | 1            | -            | 1            | -            | 15       | -      | 2           | -          |
| L. Ariatti      | 31       | -       | 6           | 1          | 1            | -            | -            | -            | 32       | -      | 6           | 1          |
| D. Basta        | 7        | -       | -           | -          | -            | -            | -            | -            | 7        | -      | -           | -          |
| F. Benussi      | 34       | -       | -           | -          | 1            | -1           | -            | -            | 35       | -1     | -           | -          |
| V. Budjanskij   | 4        | -       | 1           | -          | -            | -            | -            | -            | 4        | -      | 1           | -          |
| D. Cacia        | 22       | 2       | 2           | -          | 1            | -            | -            | -            | 23       | 2      | 2           | -          |
| F. Caserta      | 33       | 5       | 7           | -          | 1            | -            | -            | -            | 34       | 5      | 7           | -          |
| J.I. Castillo   | 30       | 7       | 2           | -          | 1            | -            | -            | -            | 31       | 7      | 2           | -          |
| M. Cottafava    | -        | -       | -           | -          | -            | -            | -            | -            | -        | -      | -           | -          |
| S. Diamoutene   | 8        | -       | 3           | -          | 1            | -            | -            | -            | 9        | -      | 3           | -          |
| Edinho          | 14       | -       | 2           | -          | -            | -            | -            | -            | 14       | -      | 2           | -          |
| A. Esposito     | 28       | 1       | 6           | -          | -            | -            | -            | -            | 28       | 1      | 6           | -          |
| Fabiano         | 33       | -       | 10          | 1          | -            | -            | -            | -            | 33       | -      | 10          | 1          |
| F. Feltscher    | -        | -       | -           | -          | -            | -            | -            | -            | -        | -      | -           | -          |
| G. Giacomazzi   | 30       | 2       | 14          | 3          | -            | -            | -            | -            | 30       | 2      | 14          | 3          |
| A. Giuliatto    | 20       | -       | 3           | -          | 1            | -            | -            | -            | 21       | -      | 3           | -          |
| G. Ingrosso     | 1        | -       | 1           | -          | -            | -            | -            | -            | 1        | -      | 1           | -          |
| A. Konan        | 13       | 1       | 5           | -          | 1            | -            | -            | -            | 14       | 1      | 5           | -          |
| Léo             | -        | -       | -           | -          | -            | -            | -            | -            | -        | -      | -           | -          |
| H. Mihoubi      | -        | -       | -           | -          | -            | -            | -            | -            | -        | -      | -           | -          |
| G. Munari       | 25       | 4       | 2           | -          | 1            | -            | -            | -            | 26       | 4      | 2           | -          |
| Papa Waigo      | 6        | -       | 3           | -          | -            | -            | -            | -            | 6        | -      | 3           | -          |
| D. Papadopoulos | 14       | 1       | 1           | 1          | -            | -            | -            | -            | 14       | 1      | 1           | 1          |
| D. Petrachi     | -        | -       | -           | -          | -            | -            | -            | -            | -        | -      | -           | -          |
| T. Polenghi     | 26       | -       | 4           | -          | -            | -            | -            | -            | 26       | -      | 4           | -          |
| D. E. Raschle   | -        | -       | -           | -          | -            | -            | -            | -            | -        | -      | -           | -          |
| A. Rosati       | 4        | -       | -           | -          | -            | -            | -            | -            | 4        | -      | -           | -          |
| R. Schiavi      | 13       | -       | 5           | -          | 1            | -            | -            | -            | 14       | -      | 5           | -          |
| G. Stendardo    | 21       | -       | 3           | -          | -            | -            | -            | -            | 21       | -      | 3           | -          |
| S. Tiribocchi   | 36       | 11      | 5           | -          | 1            | -            | -            | -            | 37       | 11     | 5           | -          |
| G. Vives        | 31       | 4       | 2           | -          | 1            | -            | -            | -            | 32       | 4      | 2           | -          |
| A. Zanchetta    | 24       | 1       | 9           | -          | -            | -            | -            | -            | 24       | 1      | 9           | -          |